# 세라 제프리
세라 제프리(Sarah Jeffery, 1996년 4월 3일 ~ )는 캐나다의 배우, 가수, 댄서이다. 영화《디센던츠》에서 오드리 역을 맡았다

## 출연 작품
- 디센던츠 (2015)